# Thripinae
Thripinae zijn een onderfamilie uit de tripsenfamilie Thripidae.

## Geslachten
- Abacothrips
- Acremonothrips
- Adelphithrips
- Afrothripella
- Agalmothrips
- Agerothrips
- Agriothrips
- Ajothrips
- Akheta
- Alathrips
- Aliceathrips
- Amalothrips
- Ameranathrips
- Amomothrips
- Amorphothrips
- Amphithrips
- Amphorothrips
- Anaphothrips
- Anaphrygmothrips
- Anarrhinothrips
- Anascirtothrips
- Aneristothrips
- Aneurothrips
- Apsilothrips
- Apterothrips
- Aptinothrips
- Arenathrips
- Aroidothrips
- Arorathrips
- Arpediothrips
- Asphodelothrips
- Aurantothrips
- Ayyaria
- Bacathrips
- Baileyothrips
- Baliothrips
- Balticothrips
- Bathrips
- Belothrips
- Bhattiana
- Biltothrips
- Blascothrips
- Bolacothrips
- Bournierothrips
- Bradinothrips
- Bravothrips
- Bregmatothrips
- Brooksithrips
- Calothrips
- Capitothrips
- Caprithrips
- Catinathrips
- Ceratothripoides
- Ceratothrips
- Cercyothrips
- Cestrothrips
- Chaetanaphothrips
- Chaetisothrips
- Charassothrips
- Chilothrips
- Chirothrips
- Clypeothrips
- Collembolothrips
- Coremothrips
- Corynothrips
- Craspedothrips
- Cricothrips
- Ctenidothrips
- Ctenothrips
- Cyrilthrips
- Danothrips
- Decorothrips
- Dendrothripoides
- Dentothrips
- Desertathrips
- Deuterobrachythrips
- Diarthrothrips
- Dichromothrips
- Dictyothrips
- Dikrothrips
- Dodonaeathrips
- Doonthrips
- Drepanothrips
- Dyseringothrips
- Echinothrips
- Enneothrips
- Eochirothrips
- Ephedrothrips
- Ereikithrips
- Eremiothrips
- Ernothrips
- Eryngyothrips
- Euphysothrips
- Exothrips
- Filipinothrips
- Firmothrips
- Flavidothrips
- Florithrips
- Foliothrips
- Frankliniella
- Fulmekiola
- Furcathrips
- Furcithrips
- Gabanithrips
- Glaucothrips
- Gnomonothrips
- Gonzalezya
- Graminothrips
- Helenothrips
- Hemianaphothrips
- Hengduanothrips
- Himalthrips
- Hyalopterothrips
- Idolimothrips
- Incertothrips
- Indusiothrips
- Iridothrips
- Isunidothrips
- Jakthrips
- Javathrips
- Kakothrips
- Karphothrips
- Kenyattathrips
- Konothrips
- Kranzithrips
- Krokeothrips
- Kurtomathrips
- Laplothrips
- Larothrips
- Lefroyothrips
- Lewisothrips
- Limothrips
- Lipsanothrips
- Lomatothrips
- Longothrips
- Macrurothrips
- Masamithrips
- Mecothrips
- Megalurothrips
- Metaxyothrips
- Microcephalothrips
- Monothrips
- Moundinothrips
- Muscithrips
- Mycterothrips
- Neocorynothrips
- Neurisothrips
- Nexothrips
- Nigritothrips
- Octothrips
- Odontanaphothrips
- Odontothripiella
- Odontothrips
- Oelschlaegera
- Okajimaella
- Organothrips
- Oxyrrhinothrips
- Oxythrips
- Ozanaphothrips
- Paithrips
- Palmiothrips
- Pandorathrips
- Parabaliothrips
- Paraleucothrips
- Parascirtothrips
- Parascolothrips
- Parexothrips
- Pelikanothrips
- Pezothrips
- Physemothrips
- Platythrips
- Plesiothrips
- Plutonothrips
- Priesneriola
- Prionotothrips
- Procerothrips
- Projectothrips
- Proscirtothrips
- Prosopoanaphothrips
- Prosopothrips
- Protanaphothrips
- Psectrothrips
- Pseudanaphothrips
- Pseudothrips
- Pseudoxythrips
- Psilothrips
- Psydrothrips
- Pteridothrips
- Ranjana
- Retanathrips
- Rhabdothrips
- Rhamphiskothrips
- Rhamphothrips
- Rhaphidothrips
- Rhinothripiella
- Rhinothrips
- Rubiothrips
- Salpingothrips
- Saxonothrips
- Sciothrips
- Scirtidothrips
- Scirtothrips
- Scolothrips
- Sericopsothrips
- Siamothrips
- Simulothrips
- Sitothrips
- Smeringothrips
- Smilothrips
- Sminyothrips
- Solanithrips
- Sorghothrips
- Sphaeropothrips
- Stannardia
- Stenchaetothrips
- Stenothrips
- Striathrips
- Synaptothrips
- Systenothrips
- Taeniothrips
- Takethrips
- Tamaricothrips
- Tameothrips
- Telothrips
- Tenothrips
- Tethysthrips
- Theilopedothrips
- Thermothripoides
- Thermothrips
- Thrips
- Tmetothrips
- Toxonothrips
- Trachynotothrips
- Trichromothrips
- Tusothrips
- Unilobus
- Vulgatothrips
- Watanabeothrips
- Wegenerithrips
- Xerothrips
- Yaobinthrips
- Yaothrips
- Yoshinothrips
- Zurstrassenia